# Metodism

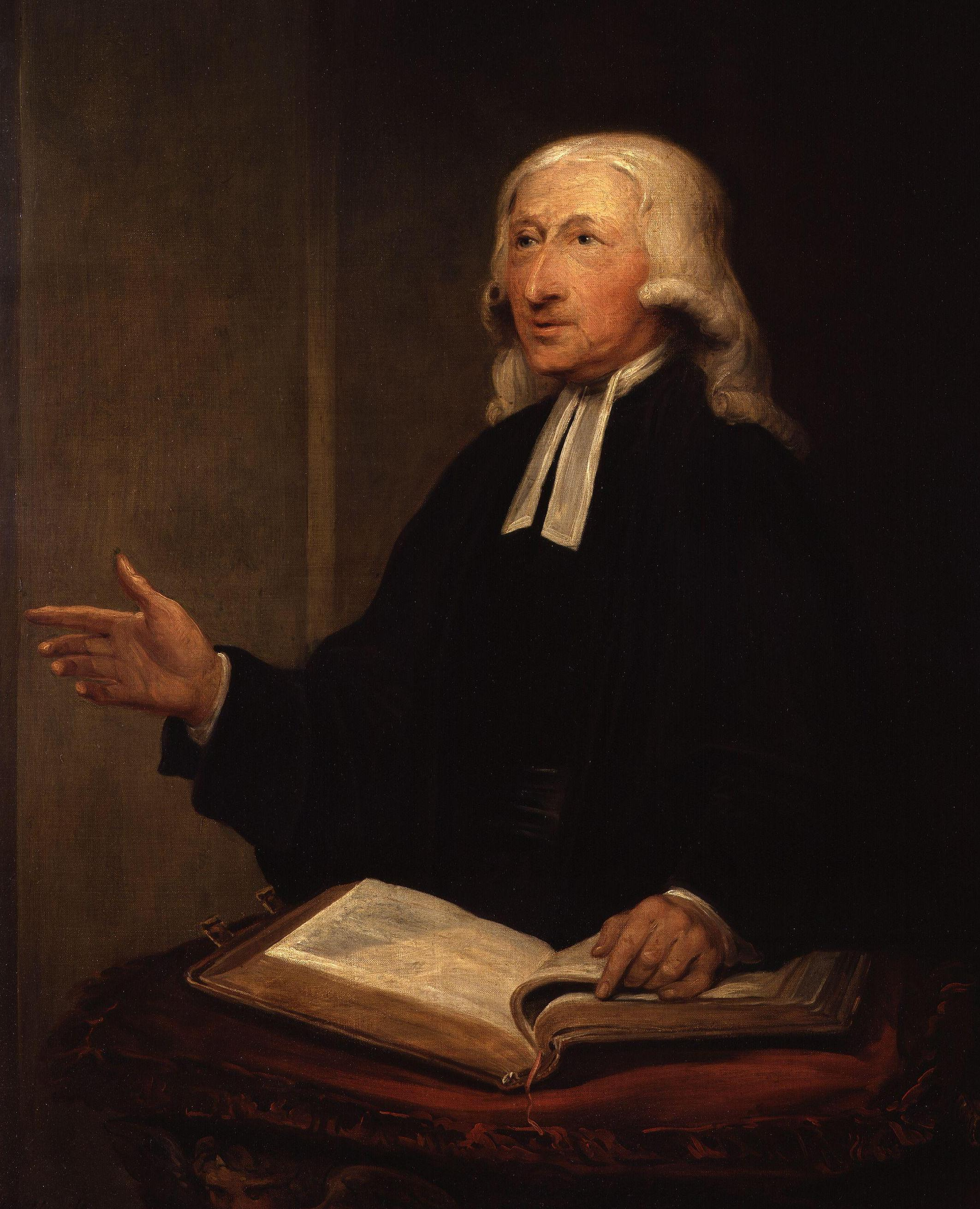
John Wesley (1703–1791)

Metodismen är en utgrening av den protestantiska kristenheten och uppkom på 1700-talet i Storbritannien.
Till den metodistiska grenen räknas bland annat Metodistkyrkan i Sverige samt Frälsningsarmén.
2013, efter bildandet av Equmeniakyrkan (i Sverige), uppgavs att ett 100-tal metodister i Sverige istället bildat föreningen Metodister i Sverige, som är en del av Finlands svenska metodistkyrka och som i sin tur är en del av United Methodist Church (UMC). 2015 uppgavs det finnas två församlingar som tillhör Metodister i Sverige, dels Metodistkyrkan Laxå och dels Metodistkyrkan Östersund.

## Historik
Benämningen "metodister" kom av medlemmarnas strängt metodiska levnadssätt. Namnet var ursprungligen ett öknamn som så småningom antogs av dem själva. Det var bröderna Charles Wesley och John Wesley som tillsammans med George Whitefield grundade denna väckelserörelse inom den anglikanska kyrkan. Anledningen till rörelsen var bland annat de stora sociala problem som rådde under den tidiga industrialismens 1700-tal i England. De förorsakades av att bönder som tidigare bott på landet nu flyttade in till städerna för att få jobb och där blev lågavlönade industriarbetare. John Wesley, som då var anglikansk präst, tyckte att kyrkan brydde sig för lite om alla utslagna och fattiga i samhället. Det var då han, hans broder Charles och George Whitefield bestämde sig för att starta den väckelserörelse som idag kallas metodismen. 
Från början var det en klubb för några få intresserade som samlades,  läste Bibeln och bad tillsammans och de kallade sig för ”the Holy Club”. Klubben brukade även besöka folk som hade det svårt och deras arbetssätt var så välorganiserat att de fick öknamnet ”metodister”. 
Den anglikanska kyrkan accepterade inte väckelsen och kyrkorna stängdes för metodismens predikanter; dessa höll då istället sina ”möten” på torg, vid gruvor och fabriker. Detta blev då en uppseendeväckande nyhet som nådde fram till industriarbetarna med sitt budskap att livet kunde förändras genom omvändelse. Men budskapet var inte bara riktat till de fattiga, utan även till de rika så att det skulle ändra sina attityder och bry sig mera om andra människor. Med utgångspunkt i dessa budskap bildades de första fackföreningarna i England. Först på 1800-talet blev metodismen ett eget samfund, dessförinnan hade det varit mycket likt den anglikanska kyrkan.

## Teologi
De flesta metodister är anhängare till arminianism, som omfattar tro på människans fria vilja, till skillnad från kalvinismens predestinationslära. Man hedrar treenigheten genom apostoliska trosbekännelsen och nicenska trosbekännelsen. En metodistisk trosförklaring är Articles of Religion av John Wesley.

## Internationellt
Metodismen spreds så småningom även till USA efter att John Wesley med tvekan hade accepterat detta. Därefter spred den sig snart till resten av världen. Till skillnad från den brittiska metodismen hade den amerikanska en biskop med formaliserat ledarskap. Det är även denna gren som vunnit den största spridningen i resten av världen.
Metodisterna i Norden (exempelvis Metodistkyrkan i Sverige) och i stora delar av Europa hör till kyrkans amerikanska gren, Förenade Metodistkyrkan, vars mest betydande organ finns i USA. Kyrkans ledning har kraftigt kritiserat ex-presidenten George W. Bushs utrikespolitik bland annat i Irak trots att Bush själv är medlem av kyrkan.
Metodismen har indirekt gett upphov till pingströrelsen och den karismatiska rörelsen genom att dessa två rörelser är förgreningar av helgelserörelsen, som i sin tur är en gren på metodismens träd. 

## Kända metodister

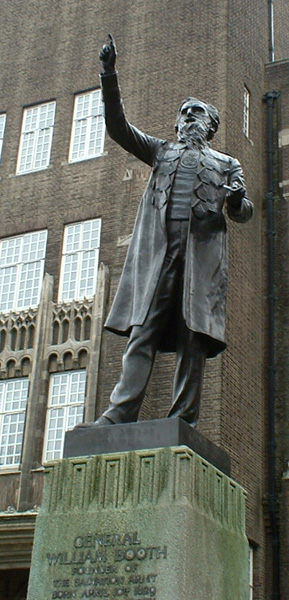
William Booth, grundare av Frälsningsarmén.

- John Wesley, (1703-1791), Metodistkyrkans grundare
- William Booth, (1829-1912), engelsk metodistpastor som senare grundade Frälsningsarmén.
- Anna Howard Shaw, (1847-1919), amerikansk feminist
- Thomas Ball Barratt, (1862-1940), norsk metodistpastor som blev ledargestalt inom pingströrelsen.
- Arthur Henderson, (1863-1935), brittisk fackföreningsledare och politiker, utrikesminister och nobelpristagare
- Philip Snowden, (1864-1937), brittisk politiker, finansminister
- Nelson Mandela, (1918-2013 ), ex-president i Sydafrika
- José Míguez Bonino, (1924-2012), argentinsk teolog
- Abel Muzorewa, (1925-2010), biskop, premiärminister i Zimbabwe vid övergången till majoritetsstyre 1979
- Dick Cheney, (1941- ), USA:s vice president 2001-2009
- Hans Växby, (1944- ), Sverige, biskop i Nordeuropa 1989-2001, biskop i Eurasien (Ryssland, Ukraina och Moldavien) sedan 2005
- Øystein Olsen, (1944- ) Norge, biskop i Nordeuropa 2001-2009
- Christian Alsted, (1963- ) Danmark, biskop i Nordeuropa sedan 2009
- George W. Bush, (1946- ), USA:s president 2001-2009
- Hillary Clinton, (1947- ), senator i USA, presidentkandidat inför presidentvalen 2008 och 2016 och USA:s utrikesminister 2009-2013
- Boris Trajkovski, (1956-2004), president i Makedonien
- Tom Araya, (1961-), Sångare och basist i bandet Slayer
- Samuel Owen, Engelsk ingenjör, gjorde Sveriges första ångmaskin
- Edward McKendree Bounds (1835 –1913) Amerikansk metodistpastor och böneförfattare
- Stanley Jones (1884 -1973) amerikansk missionär

### Fotnoter
1. ↑  ”Kyrkor i Sverige”. Svenska kyrkan. Arkiverad från originalet den 3 december 2008. https://web.archive.org/web/20081203033928/http://www.svenskakyrkan.se/biskopsmoten/brev011/det_heliga_rummet-04.htm. Läst 18 november 2015.